# Museu Municipal Berta Cabral
O Museu Municipal Dr.ª Berta Cabral é um museu de Vila Flor, Portugal, fundado em 1957.
O espólio do museu e constituído por colecções de pintura, arqueologia, etnografia, artesanato africano, arte sacra, numismática e medalhística. Entre outras, possui pinturas de Manuel António de Moura.
O museu foi fundado por Raúl de Sá Correia, antigo Secretário da Câmara Municipal de Vila Flor (e Director do Museu até à sua morte em 1993), com a colaboração de Francisco de Sobral Pastor.
O museu foi fundado em Setembro de 1957 e transferido para a antiga Domus Municipalis vilaflorense, em Maio de 1958, reconvertida a Centro Cultural (incluindo à data a Biblioteca Belmiro de Matos), com a comparticipação estatal e o donativo de Eduardo Dário da Costa Cabral.
O museu está instalado no antigo Solar dos Aguilares e antigos Paços do Concelho, o edifício do século XIII, construído em granito, é armoriado com as Armas Reais na fachada principal, a Flor de Liz (símbolo da Vila), e as armas dos Aguilares (duas águias) na fachada poente.